# Bubalus
Bubalus és un gènere de bòvids al qual pertanyen les següents espècies:
- Bubalus palaeokerabau †
- Subgènere Bubalus
  - Búfal asiàtic domèstic, Bubalus bubalis
    - Bubalus bubalis carabanesis
    - Bubalus bubalis bubalis

  - Bubalus arnee
  - Bubalus cebuensis †
  - Bubalus mephistopheles †
  - Bubalus mindorensis
  - Bubalus murrensis †
- Subgènere Anoa
  - Bubalus depressicornis
  - Bubalus quarlesi

Alguns zoòlegs divideixen el búfal asiàtic domèstic en dues o tres espècies; el domèstic, el búfal de les Filipines i elsilvestre, aquest darrer és l'antecessor del búfal asiàtic domèstic. Alguns búfals són búfals nans a causa del nanisme insular.